# Tutagual d'Alt Clut
Tutagual d'Alt Clut (gallois: Tudwal)  est  un souverain du VIe siècle d'un  ancien royaume Brittonique du nord de  la Grande-Bretagne établi à  autour de sa capitale du « Rocher Alt Clut » la moderne Dumbarton et qui sera ensuite désigné sous le nom de  Royaume de Strathclyde.

## Origine
Les   « Harleian genealogies »,  la Vita de Saint Colomba d'Adomnan, et le « Bonedd Gwŷr y Gogledd  » s'accordent pour indiquer que  Tutagual est le père de son successeur potentiel, le roi bien documenté  Rhydderch Hael. Les généalogies précisent qu'il était également le fils de  Clinoch  fils de  Dumnagual Hen ses probables prédécesseurs
Tutagual d'Alt Clut peut être également identifié avec le souverain tyrannique mentionné comme le contemporain de  Saint Ninian dans le poème du VIIIe siècle  « Miracula Nyniae Episcopi » et dans la vie tardive de ce même saint  « Vita Sancti Niniani » œuvre de son hagiographe du XIIe siècle Ailred de Rievaulx. Dans le  « Miracula » ce roi est nommé  « Tuduael & Thuuahel »,  alors qu'Ailred utilise les formes  « Tudwaldus  et Tuduvallus » dans sa Vita.